# Segedunum

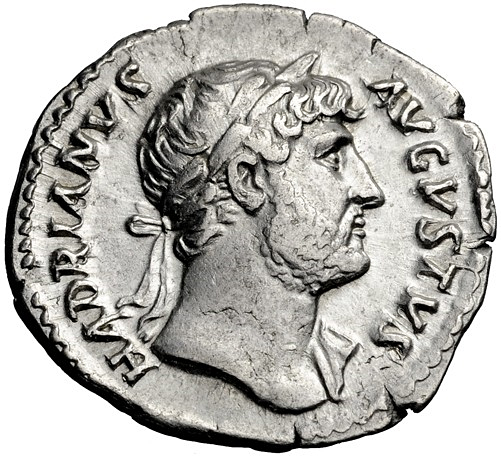
Münzporträt des Hadrian

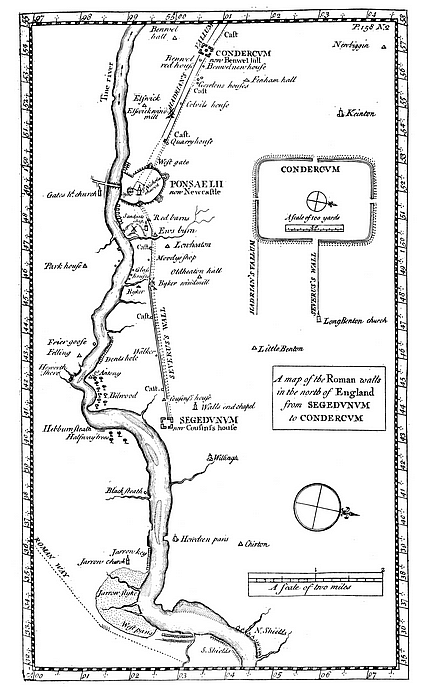
Abschnitt des Hadrianswalls zwischen Newcastle und Wallsend, John Horsley, 1732

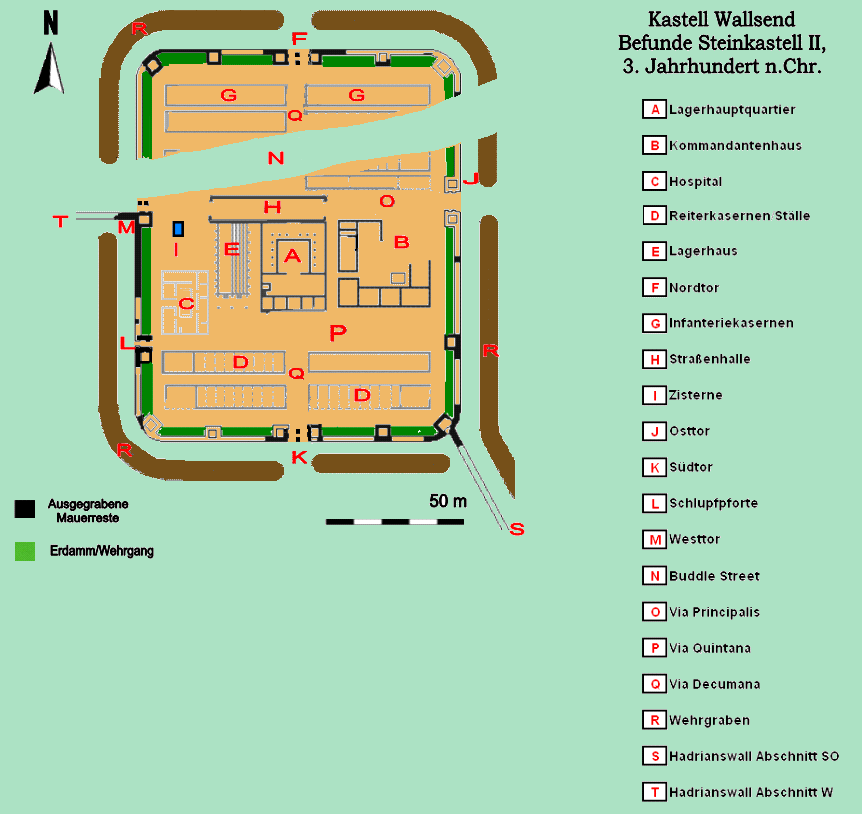
Befundplan des Steinkastell II, 3. Jahrhundert n. Chr.

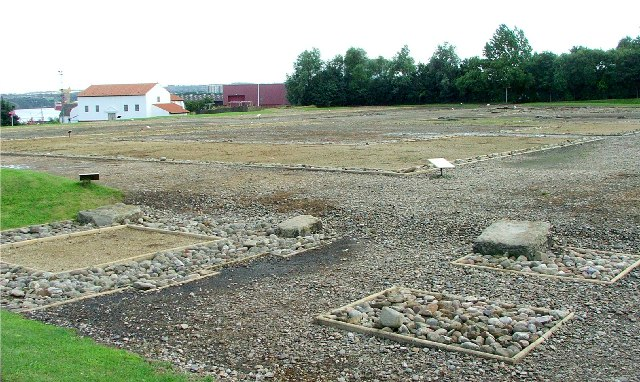
Blick auf den archäologischen Park, links im Hintergrund das wiederaufgebaute Lagerbad

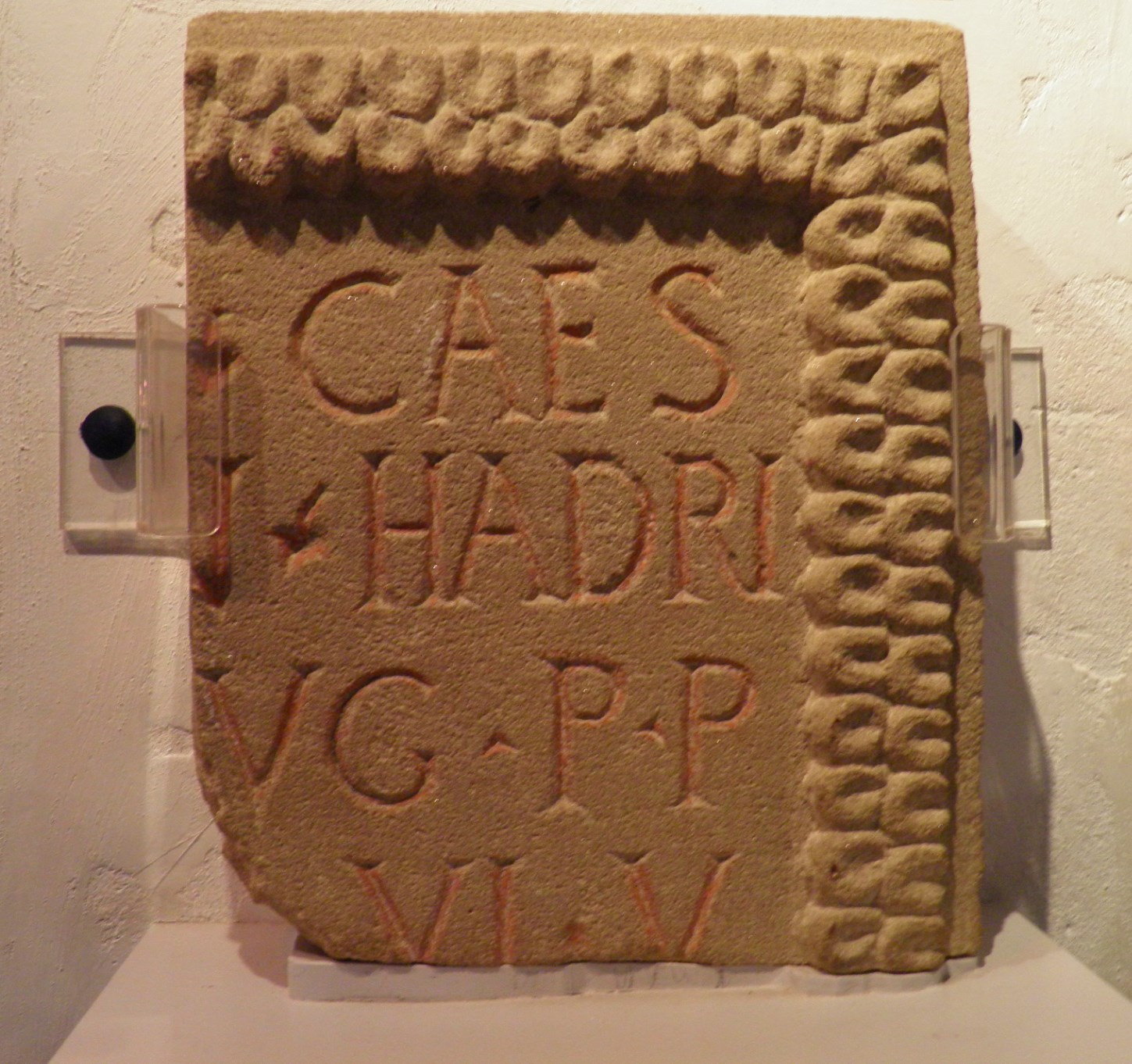
Bauinschtriftfragment der Legio VI vom Haupttor des Lagers

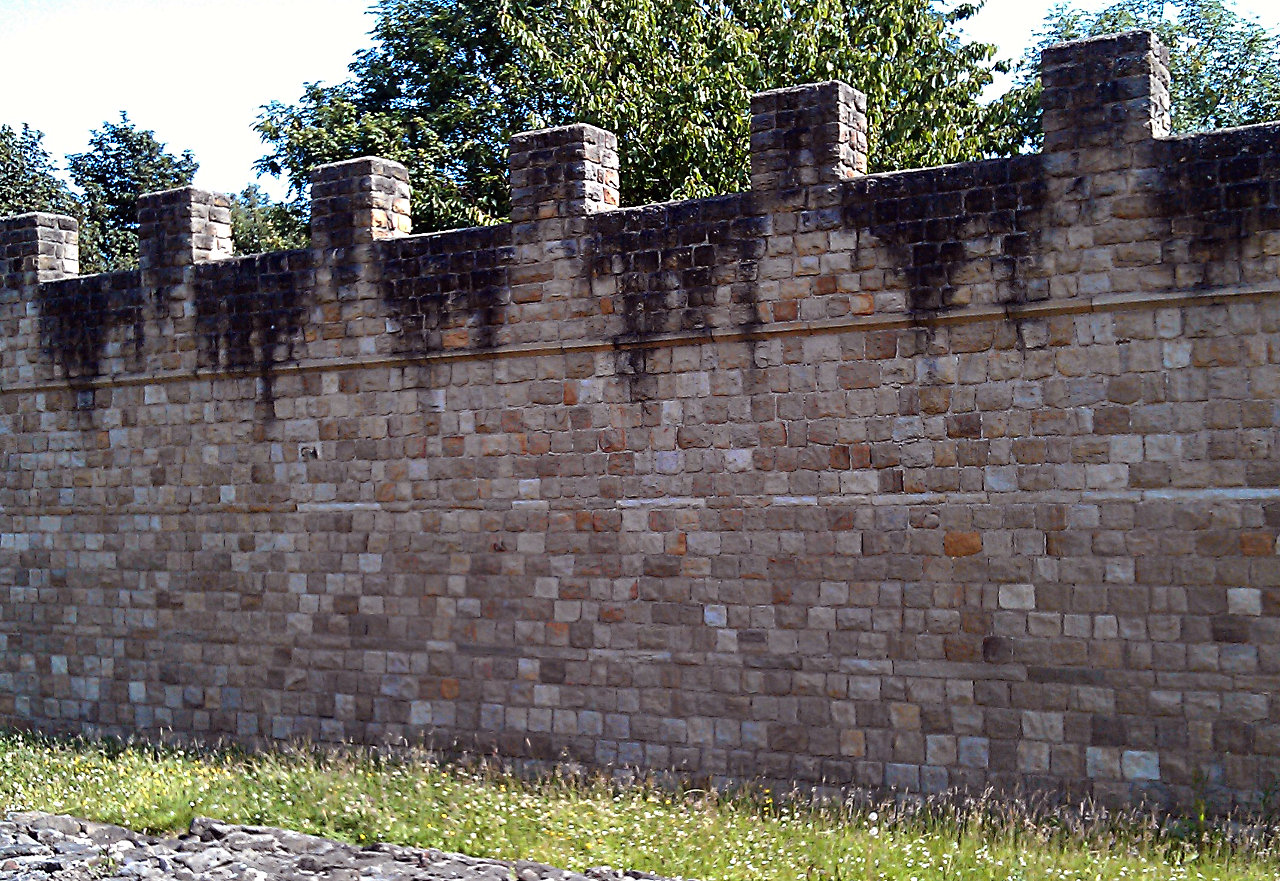
Rekonstruktion der Mauer an der Buddle Street, Blick aus SO

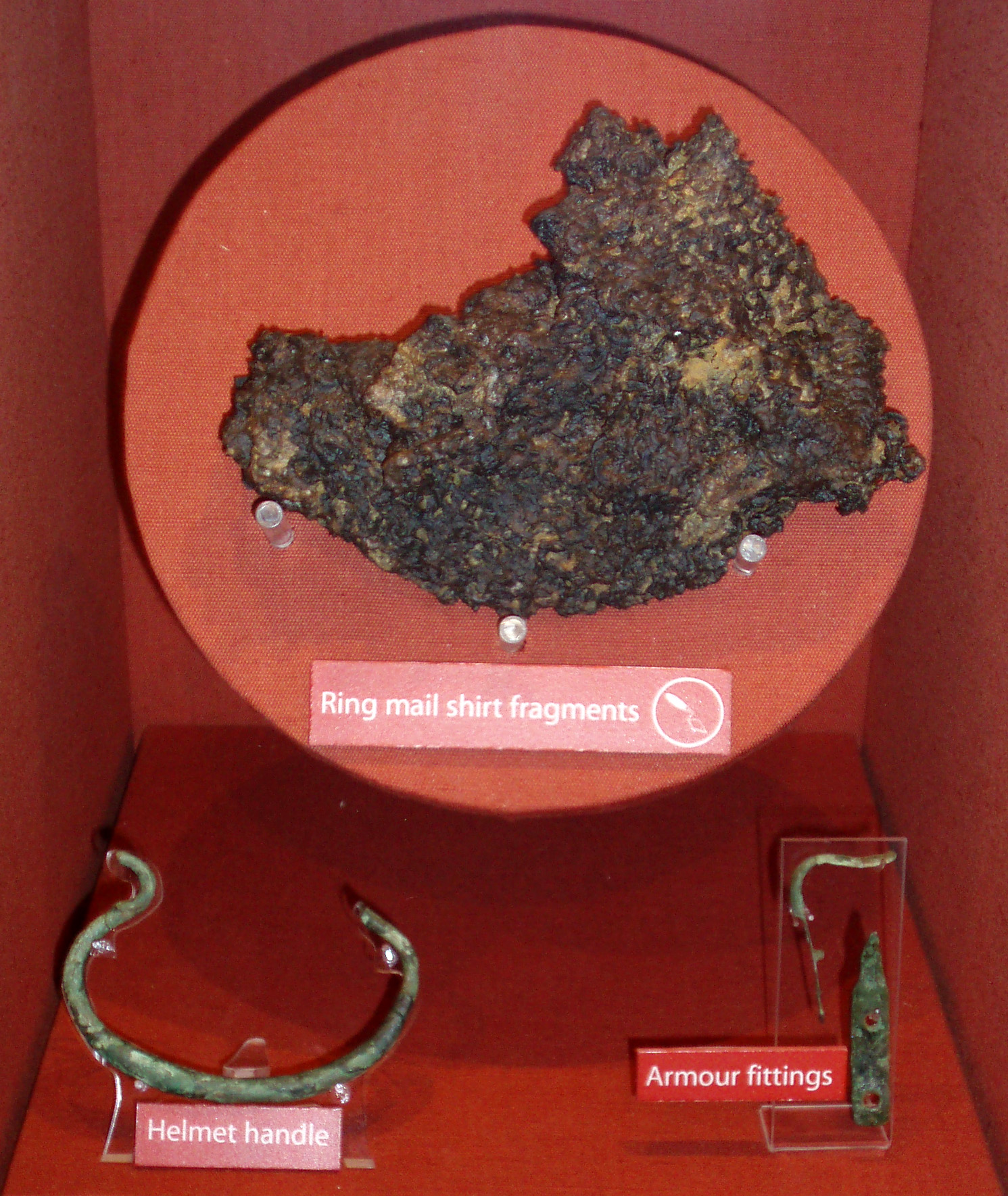
Fragmente einer römischen Rüstung

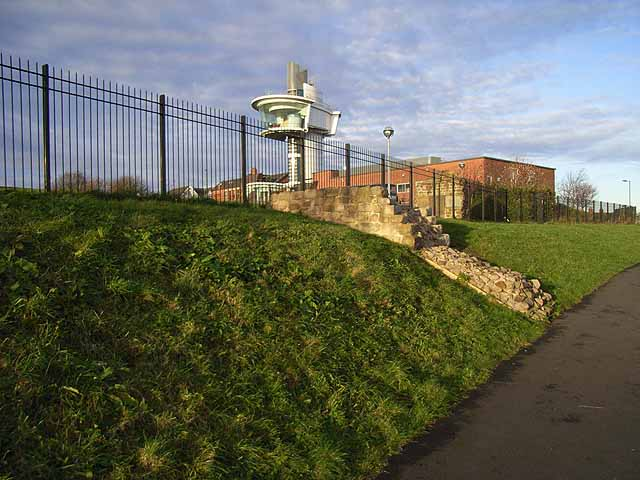
Konservierte Überreste des Hadrianswalls nahe dem Besucherzentrum

Weihealtar des Zenturio Iulius Honoratius

Segedunum war ein römisches Hilfstruppenkastell auf dem Gemeindegebiet (Parish) von Wallsend, District North Tyne, County Tyne and Wear, England.
Es gehörte zu der aus insgesamt 16 Kastellen bestehenden Festungskette des Hadrianswalls (per lineam valli) und sicherte dessen östlichen Endpunkt am Ufer des Tyne. Das Lager wurde etwa 300 Jahre, vermutlich von 125 bis 400 n. Chr., genutzt und zählt heute zu den am besten erforschten Befestigungen am Wall. Heute ist die Ausgrabungsstelle vor allem durch das wiederaufgebaute Lagerbad, eine Nachbildung des Walls und der Aussichtswarte des Museums, bekannt. Der Hadrian’s Wall Path-Wanderweg beginnt (oder endet) hier.

## Name
Der Name des Kastells wurde in der Notitia dignitatum, einem Verzeichnis der spätrömischen Verwaltung aus dem 4. Jahrhundert, als Segeduno und in der Cosmologie des Geographen von Ravenna aus dem 7. Jahrhundert als Seduno überliefert. Wahrscheinlich wurde der Name des Kastells ursprünglich als Serduno ausgesprochen und im Laufe der Zeit zu Segeduno verschliffen. Seine Bedeutung ist in der Forschung umstritten. Eventuell stammt er aus dem keltischen, von der Bezeichnung für „mächtig“ oder „siegreich“ ab. Vielleicht auch aus sego (= Stärke) und Dunum (= befestigter Ort) oder sechdun (= trockener/wasserloser Hügel). Für Rivet und Smith leitet sich die antike Ortsbezeichnung aus einer (hypothetischen) indoeuropäischen Wurzel ab, segh. Es bedeutet wohl „Macht“ oder „Kraft“. Laut der ND war Wallsend mit einer Kohorte Lingonen aus Gallien belegt. So ist es auch möglich, dass viele ihrer Soldaten, entweder direkt aus dem gallischen Oppidum Segodunum an der Suin (Saône-et-Loire, Bourgogne) stammten oder verwandtschaftliche Verbindungen dorthin hatten.
Der heutige Ortsname (= Mauerende) leitet sich vom Hadrianswall ab und ist seit dem Jahr 1085 in Verwendung.

## Lage
Segedunum ist das erste Glied in der Festungskette des Hadrianswalls (vallum aelium). Der Standort des Kastells war gut gewählt. Es handelte sich um ein schmales Plateau über dem nördlichen Flussufer, von wo man aus das Flusstal des Tyne (Tinea) in Richtung Osten bis zum Hafen Arbeia (South Shields) sowie flussaufwärts in Richtung Westen bis zur Tynebrücke bei Pons Aelius (Newcastle upon Tyne) überwachen konnte. Im späten 2. Jahrhundert gehörte die Region um Segedunum zur Provinz Britannia inferior, ab dem 4. Jahrhundert zur Provinz Britannia secunda. 2024 betrug die Besucherzahl etwa 28.000 Personen.

## Forschungsgeschichte
Bis in das späte 19. Jahrhundert war das Kastell weitgehend überbaut. Nur geringe Reste blieben weiterhin sichtbar. Im Jahre 1885 berichtete John Collingwood Bruce, dass er 1884 an einem mit Gras bewachsenen Hügel auf die Reste des östlichen Kastellwalls gestoßen sei. Von der ortsansässigen Bevölkerung erfuhr er, dass auch der Abschnitt des Walls, der von der Südostecke des Kastells bis zum Fluss reichte noch teilweise sichtbar war. Er befürchtete, dass auch das restliche noch unbebaute Areal der römischen Festung als Baugrund für Industrie- und Wohngebäude freigegeben werde. Der Niedergang des Kohlebergbaus und der Werftindustrie in Wallsend bis zur Mitte des 20. Jahrhunderts ermöglichte schließlich die fast vollständige Freilegung des Kastells.
Erste Untersuchungen am Westtor wurden 1929 durchgeführt. Von 1975 bis 1976 wurden in Wallsend einige Wohnhäuser aus dem 19. Jahrhundert abgerissen. Dadurch konnte der südliche Teil des Kastells zwischen den Jahren 1975 und 1984 ausgegraben werden. Dabei wurden das Lager in seinen Umrissen erfasst und Fundamentreste des Lagerhauptquartiers konserviert. Im Jahre 1979 wurde die südöstliche Sektion des Kastells von Charles M. Daniels untersucht. Diese Grabungen brachten die Überreste der südlichen und östlichen Umwehrung zutage. Gleichzeitig konnten die Positionen der Mannschaftsunterkünfte, einiger Zwischentürme und der Lagerstraßen bestimmt werden. Insgesamt kamen bei den Grabungen über 700 antike Artefakte ans Tageslicht. Unter ihnen sind besonders die Reste eines Kettenhemds (Lorica hamata), Messingpfannen, eine Trinkschale und ein tragbarer Götterschrein, die in den Kasernen zutage kamen, bemerkenswert. Im Kommandantenhaus stieß man u. a. auf den abgeschlagenen Kopf einer Minervastatue und auf eine Skulptur der Fortuna. An der westlichen Schlupfpforte fand sich ein Inschriftenstein und in der Principia einige Scherben von Keramik aus der Zeit der angelsächsischen Landnahme in Britannien. Im Hospital wurde ein Kerzenständer und das Fragment eines steinernen Toilettensitzes geborgen. Letzterer ist bislang der einzige derartige Fund in England. Die Toilettensitze des wiederaufgebauten Lagerbads wurden nach seinem Vorbild gestaltet.
Das Kastellareal wurde 1977 und 1992 aus der Luft fotografiert. Bei den Ausgrabungen von 1997 bis 1998 konnte festgestellt werden, dass das römische Lager direkt über einer eisenzeitlichen Siedlung errichtet worden war. Die im Kastell aufgefundene Keramik stammt aus der Zeit zwischen dem 2. und späten 4. Jahrhundert. Das Segedunum-Projekt startete 1997 und hatte zum Ziel, nach Abschluss der Ausgrabungen einen Teil des Areals der ehemaligen Swan-Hunter-Werft in ein Museum bzw. Schaugelände umzugestalten und das Badegebäude vollständig zu rekonstruieren. Museum und Schaugelände wurden im Juni 2000 ihrer Bestimmung übergeben.
1814 berichtete der Pfarrer und Historiker John Hodgson von der Entdeckung des Badehauses während der Verlegung von Kohlenwagengleisen. Als Beifunde wurden noch römische Münzen und ein Kessel geborgen. Bei deren Freilegung wurden die Überreste jedoch schwer beschädigt. Deren Lage wurde auf einem Plan markiert, danach gerieten sie wieder in Vergessenheit. Nach Studium von alten Karten und Aufzeichnungen konnte man den Standort des ursprünglichen römischen Badehauses unter dem – mittlerweile abgerissenen – Ship in the Hole-Pub, identifizieren. Bei Sondierungsgrabungen im Mai 2014 fand man römische Keramik, Bruchstücke von wasserdichtem Zement, einige Säulen der Hypokaustenanlage und Bausteine. In weiterer Folge stieß man noch auf Mauerreste und ein noch gut erhaltenes Kaltwasserbecken.

## Entwicklung
Im Jahre 122 befahl Kaiser Hadrian im Norden Britanniens eine Sperrmauer, verstärkt durch Wachtürme und Kastelle, vom Tyne bis zum Solway-Firth zu errichten, um so die britischen Provinzen besser vor Einfällen der Pikten aus dem Norden zu schützen. Der Wall wurde hauptsächlich durch Soldaten der drei in Britannien stationierten Legionen und von Mannschaften der Classis Britannica errichtet.
Das Kastell zählte zu den am spätesten errichteten Wallbefestigungen. Sein Bau war notwendig, da die direkte Sicht auf das Kastell Arbeia, nahe der Mündung des Tyne von Pons Aelius, wegen der zu großen Entfernung nicht gegeben war. Ursprünglich sollte der Wall schon bei Kastell Pons Aelius enden. Zwischen 125 und 127 entschloss man sich aber die Mauer noch etwas weiter nach Osten zu verlängern und dort ein neues Kastell zu erbauen um das Umland der Brücke bei Pons Aelius und die hier siedelten Briganten noch besser schützen zu können. Der neue Wallabschnitt reichte von Wallsend bis Byker, dem östlichsten Stadtbezirk von Newcastle.
Um 410 zog die römische Armee vom Hadrianswall ab. Danach hatte die Region vermehrt unter Einfällen der Pikten und Angelsachsen zu leiden. Als die Sachsen 547 den ganzen Norden verwüsteten, dürfte auch Segedunum davon betroffen gewesen sein. Wahrscheinlich wurde das Kastell noch einige Zeit von der dort ansässigen Zivilbevölkerung genutzt. Es ist möglich, dass sich später dort auch Angelsachsen ansiedelten (Keramikfunde in der Principia). Zur Zeit der normannischen Invasion (1066) dürfte es aber endgültig aufgegeben und weiter landeinwärts die Siedlung Wallsend gegründet worden sein. Wahrscheinlich wollte man damit das Risiko reduzieren, von Plünderern überrascht zu werden, die den Tyne heraufgesegelt kamen.
In den nachfolgenden Jahrhunderten wurde die Ruine nur als Weideland genutzt. Nach 1778 entstanden in ihrer Nähe die ersten Steinkohlezechen und das Kastellareal wurde Zug um Zug von den Reihenhäusern einer Bergarbeitersiedlung, später der Swan-Hunter-Schiffswerft und dem Simpson-Hotel überbaut. Vermutlich um das Jahr 1884 war das Kastell dann fast völlig verschwunden. In den 1970er Jahren wurden die Häuser aus dem 19. Jahrhundert wieder abgerissen und der südliche Teil des Lagers freigelegt. Danach war das Grabungsgelände wieder über lange Jahre sich selbst überlassen. Im Zuge einer Ausschreibung des National-Lottery-Award wurde schließlich ein umfangreiches Revitalisierungprojekt, das den Bau eines Besucherzentrums bzw. Museums, inkl. Anlage eines archäologischen Schaugeländes miteinschloss, in Gang gesetzt.

## Kastell
Oberirdisch ist vom Kastell nur mehr wenig zu sehen. Ergraben wurde nur die südliche Hälfte des Festungsareals, die nördliche Hälfte ist von der Buddle Street und Wohnhäusern überdeckt. Es ragt von allen Wallkastellen am weitesten über die Linie des Hadrianswalls hinaus. Das Lager hatte einen quadratischen Grundriss mit abgerundeten Ecken (Spielkartenform) wie es für mittelkaiserzeitliche Kastelle typisch war. Es maß von Nord nach Süd 138 Meter, von West nach Ost 120 Meter und bedeckte eine Fläche von annähernd 1,7 ha. Segedunum erlebte in seiner Geschichte auch mehrere Reparaturen und Umbauten. Insgesamt konnten bei den Untersuchungen drei Steinbauphasen festgestellt werden.
- Phase I (125): Zu dieser Zeit wurden die Umwehrung (vallum), das Hauptquartier (principia), das Wohnhaus des Kommandanten (praetorium), ein Lagerhaus (horrea), vermutlich ein Hospital (valetudinarium) am Westtor, Werkstätten (fabrica) Mannschaftsbaracken (contubernium) und Pferdeställe (stabula) hochgezogen. Die Soldatenunterkünfte und Ställe waren zunächst noch aus Holz. Sie wurden im späten 2. Jahrhundert ebenfalls durch Steinbauten ersetzt. Im Fall der Reiterkasernen waren die Pferdeställe in diese integriert. Die Gebäude bestanden aus neun Kammern für die einfachen Soldaten und größeren Unterkünften an den Enden für die Offiziere (sog. Kopfbauten).

- Phase II (180 bis 230): Im Kommandantenhaus wurde ein kleines Bad eingebaut. In weiterer Folge kam noch eine Zisterne am Westtor hinzu und die Mannschaftsbaracken und Stallungen wurden in Stein neu aufgebaut. Die Principia und das Horreum wurden baulich vereinigt und durch eine sich von Ost nach West erstreckende Straßenhalle erweitert. An der Westmauer baute man eine zusätzliche Schlupfpforte ein, die einen gesicherten Zugang in den Vicus ermöglichte. In der SO-Ecke der Festung wurde ein Hospital (valetudinarium) erbaut. Am Westtor entstand ein großes Speicherbecken um Frischwasser auf die Kastellgebäude zu verteilen und die Latrinen zu spülen. Die Kanäle die das Hospital versorgten sind immer noch zu sehen.

- Phase III (spätes 3. bis frühes 4. Jahrhundert): Die meisten mittelkaiserzeitlichen Gebäude wurden abgetragen und durch Werkstätten und Hütten ersetzt. Auch die Kasernen wurden komplett neu aufgebaut. Dabei wurden die klassischen, streifenförmigen Räume durch einzelne Kammern ersetzt. Das Lagerhospital wurde ebenfalls abgerissen und darüber einfache Streifenhäuser errichtet. Der Innenbereich wurde teilweise gepflastert.

### Umwehrung
Die etwa vier Meter hohe Umwehrung bestand aus einem Steinwall, der mit sechs Zwischentürmen verstärkt war. An der Rückseite der Kastellmauer war ein Erdwall aufgeschüttet worden der sie zusätzlich abstützte und als Wehrgang diente. Die vier Kastellecken waren durch Ecktürme gesichert. Das Lager war von einem 6,4 m breiten Graben (fossa) umgeben, die Breite der Berme betrug ca. sieben Meter.
Die vier Tore im Norden, Süden, Westen und Osten besaßen jeweils zwei Durchfahrten die mittig durch zwei Pfeiler voneinander getrennt waren (spina). Ost- und Westtor befanden sich nicht, wie bei den klassischen mittelkaiserzeitlichen Kastellen, im Zentrum der Umwehrung, sondern standen etwas weiter nördlich. Alle Torbauten waren von zwei quadratischen Türmen flankiert, die ebenfalls hinter der Mauer angesetzt waren. Das Osttor wurde 1912 im Wallsend Park (Hall grounds) teilweise wieder aufgebaut. Die Ausgrabungen von 1929 zeigten, dass das Westtor, und der Wall der hier das Kastell erreichte baulich eine Einheit bildeten und gleichzeitig entstanden sein mussten. Südwestlich des Westtores befand sich neben einem Zwischenturm noch eine kleine Schlupfpforte. Bemerkenswerterweise dürfte keines der Tore in der Spätphase der römischen Besatzungszeit blockiert oder zugemauert worden sein, wie man es ansonsten bei vielen anderen Wallkastellen beobachten konnte.

### Innenbebauung
Von den Innengebäuden der hadrianischen Zeitperiode waren nur die im zentralen Bereich des Lagers (latera praetorii) aus Stein erbaut. Die sechs Infanterie und vier Kavalleriekasernen, zusammen mit den Gebäuden in der südlichen Ecke des Kastells waren ursprünglich nur aus Holz. Die Kavalleristen waren in vier Baracken im rückwärtigen Teil des Kastells untergebracht (retentura) die sechs der Infanteristen im vorderen (praetentura). Die Nachbildung einer Soldatenstube und eines Stalles kann man im Museum besichtigen. Dazwischen lagen das Quartier des Kommandanten, die Lagerverwaltung und die übrigen Funktionsbauten. Die beiden von Ost nach West (via Principalis) und von Nord nach Süd (via Decumana) verlaufenden Lagerhauptstraßen waren durch die zentralen Gebäude seitlich versetzt bzw. unterbrochen. Die Wehrgänge konnte man über eine, das ganze Lager umlaufende Straße (via Sagularis) erreichen. Südlich der zentralen Gebäude verlief eine weitere, von Ost nach West verlaufende Straße, die via Quintana.

## Hadrianswall
Der Wall erreichte das Kastell am südlichen Flankenturm des Westtores. Er verließ es wieder am Eckturm der SO-Ecke und lief noch ca. 300 Meter weiter, bis ins Flussbett des Tyne, wo er vermutlich an der Hochwassermarke seinen östlichen Abschluss fand. Die Stelle ist durch eine Gedenktafel auf dem Gelände der Schiffswerft markiert. Dort stand in römischer Zeit vielleicht auch eine Statue des Hadrian oder ein ihm gewidmetes Denkmal. Reste davon konnten bislang aber nicht entdeckt werden. Laut einer bei Wallsend um 1857 aufgefundenen Bauinschrift (heute verschollen) wurde diese Mauersektion von der Legio II Augusta erbaut. Sie war jedoch etwas weniger breit (1,98 bis 2,29 Meter) ausgeführt als der übrige Wall und nicht durch einen vorgelagerten Graben geschützt. Der Grenzabschnitt von Wallsend bis zur Nordseeküste (Kastell Arbeia) wurde vom Tyne gesichert, dessen Mündungstrichter sich hier stark verbreitete.
An der NW-Ecke des Kastells, nördlich der Buddle Street (A187) wurde ein 80 Meter langer Abschnitt des Hadrianswalls bis zur Mauerkrone (Höhe 4 Meter) rekonstruiert. Über eine Treppe gelangt man auf den mit einem Geländer gesicherten Wehrgang. An der Rückseite wurde ein Teil des Walls verputzt und mit roten Fugenstrichen (sog. Scheinmauerwerk) versehen, die massivere Steinblöcke vortäuschen sollen. Spuren eines solchen Verputzes sind an einigen Stellen der Originalmauer und auch an anderen Limeskastellen archäologisch nachgewiesen worden. Des Weiteren wurde ein Phallusrelief in die Mauer eingefügt, solche Reliefs galten als Glückssymbole und fanden sich auch an einigen anderen Sektionen des Hadrianswalls (z. B. an der Brücke bei Chesters). Die Fundamente der Originalmauer haben sich vor dem Nachbau und – einige Steinlagen hoch – nahe dem Tyneufer erhalten. Vor den Wall fand man einige zur Römerzeit angelegte Löcher, in denen sich noch Reste von Dornengestrüpp (cippi) befand. Sie fungierten vermutlich als Annäherungshindernis. In den meisten der Löcher waren einst Stützpfosten eingelassen. Man vermutet, dass es sich um die Überreste einer provisorischen Holzbefestigung handelt, die die am Bau des Steinwalls beteiligten Soldaten schützen sollte. Sie sind heute durch Holzpflöcke markiert.

## Garnison
Eine Bauinschrift vom Haupttor des Lagers belegt, dass beim Bau des Kastells u. a. Soldaten der Legio VI Victrix beteiligt waren. John Collingwood Bruce berichtet auch vom Fund einer Inschrift, die die Legio II Augusta nennt. Im 2. Jahrhundert dürften hier nacheinander zwei keltische Hilfstruppeneinheiten (Auxilia), stationiert gewesen sein. Beide Einheiten hatten eine Mannschaftsstärke von schätzungsweise 500 Mann (120 Reiter, 380 Infanteristen). Ein in Wallsend aufgefundener Dachziegel mit dem Stempel der Ala prima Hispanorum Asturum ist hingegen kein ausreichender Beweise dafür, dass diese u. a. vom Kastell Benwell (Condercum) her bekannte Einheit auch in Segedunum stationiert war.
Folgende Auxiliar-Einheiten sind als Besatzung für Segudunum bekannt oder könnten sich für eine begrenzte Zeit dort aufgehalten haben:
| Zeitstellung                  | Truppenname                                                                                 | Beschreibung |
| ----------------------------- | ------------------------------------------------------------------------------------------- | --- |
| 2. Jahrhundert n. Chr.        | Cohors secunda Nerviorum civium Romanorum (die zweite Kohorte der Nervier, römische Bürger) | Die Nervier wurden in der Provinz Gallia Belgica, heute Belgien, rekrutiert. Die Einheit wurde am Ende des zweiten Jahrhunderts in die Festung verlegt. Sie kam vermutlich als Teil des Truppenverbandes des Petillius Cerialis, 71 n. Chr., nach Britannien; zusammen mit fünf anderen belgischen Kohorten. Eine Steinplatte (Altarbasis?) mit einer Widmungsinschrift des Standartenträgers und des Kommandanten der Kohorte an den Gott Merkur wurde im Westen des Lagers gefunden. |
| 2. bis 3. Jahrhundert n. Chr. | Cohors quartae Lingonum equitata (die vierte teilberittene Kohorte der Lingonen)            | Die Lingonen waren ein gallischer Stamm aus der Provinz Germania superior, die in der Region um Langres ("Civitas Lingonum"), Dijon und nördlich von Macon im heutigen Frankreich rekrutiert wurden. Vermutlich gehörten sie ursprünglich ebenfalls zum Hilfstruppenkontingent des Cerialis. Laut der Inschrift eines Iupiteraltars wurde die Kohorte zeitweise von einem Zenturio der Legio II Augusta, Julius Honoratus, kommandiert. Zwei weitere Weihealtäre für Iupiter wurden von Präfekten der Lingoniereinheit, Cornelius Celer und Aelius Rufus gestiftet. Die Kohorte wurde auch beim Bau des Hadrianswalls für einfachere Arbeiten – wie zum Beispiel zum Aushub des Wallgrabens – eingesetzt, wie der Fund eines Inschriftensteines südlich des Walls, nahe dem Meilenkastell 59, bezeugt. |
| 4. Jahrhundert n. Chr.        | Cohortis quartae Lingonum                                                                   | Aus der Notitia dignitatum, Truppenliste des Dux Britanniarum, ist für das Segeduno des 4. Jahrhunderts der Rang des befehlshabenden Offiziers, ein Tribunus, bekannt. Die Truppe könnte bis zur Auflösung der Provinzarmee im 5. Jahrhundert dort gestanden haben. |

## Badehaus

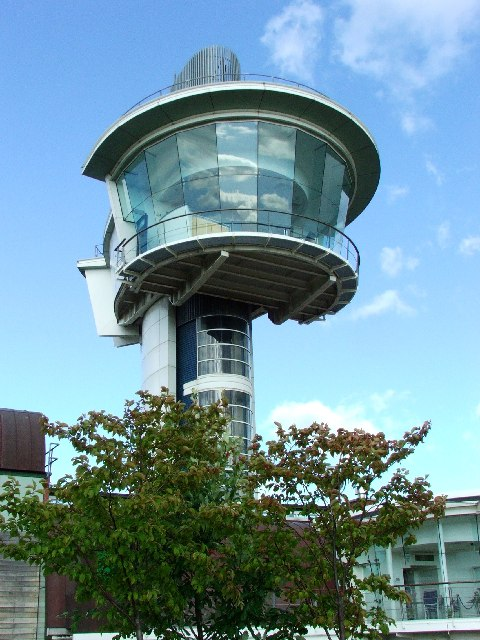
Aussichtsplattform beim Museumsgebäude

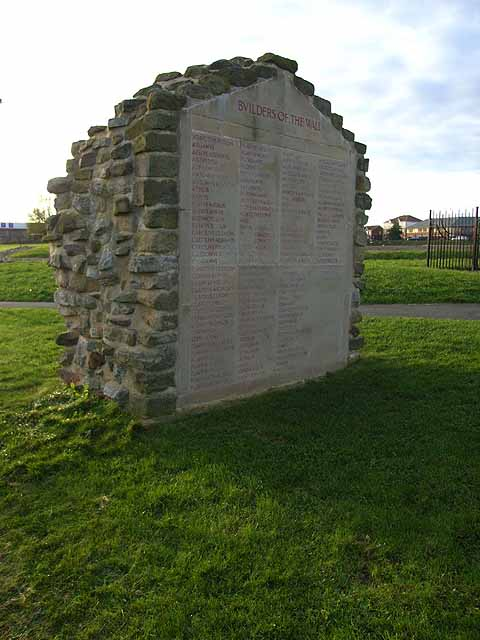
Die Wallreplik aus dem Jahr 1907 mit beidseitig eingelassenen Gedenktafeln markiert das östliche Ende des Hadrianswalls am Flussufer des Tyne, Ansicht von Süd.

Das Badehaus (balineum) stand außerhalb (südwestlich) des Kastells. Es dürfte von den Soldaten und der Zivilbevölkerung gemeinsam genutzt worden sein. Auf einer Karte von 1857 ist das Badehaus etwa 121 m südlich der Südwestecke des Kastells, in der Nähe des Flussufers eingezeichnet. Es stand in einer Senke, durchflossen von einem kleinen Bach, der die Wasserversorgung gewährleisten sollte. Das Bad wurde 2014 etwas abseits des Originalstandortes, nach dem Vorbild der Lagerthermen am Wall rekonstruiert. Es ist bislang das einzige wiederaufgebaute römische Bad in Großbritannien. Sein Entwurf basiert zum großen Teil auf den Forschungsergebnissen über das Lagerbad von Chesters. Die Grabungen in Wallsend, Chesters, Benwell, Carrawburgh, Bewcastle und Vindolanda lassen vermuten, dass die Militärbäder am Hadrianswall nach einem einheitlichen Plan erbaut wurden. Die Thermen aus hadrianischer Zeit (120) dürften etwa 150 Jahre in Betrieb gewesen sein.
Der Nachbau der Therme kann im Osten durch die Halle betreten werden. Sie dient als Umkleide- (apodyterium) und Fitnessraum (gymnasium). Die Kleider können in Mauernischen an der linken Wand abgelegt werden. Er wurde aber auch noch für andere Zwecke wie z. B. Körperpflege, als sozialer Treffpunkt, zur Unterhaltung (Brettspiele) usw. genutzt. Auf seiner rechten Seite führt eine Tür in die Gemeinschaftstoilette.
Die Toilette (latrivina) verfügte über sieben in Stein gefertigte Sitzplätze. Das Fragment eines solchen Toilettensitzes wurde im Hospital ausgegraben. Sie sind über einen Wasserkanal errichtet, der die Fäkalien sofort wegspült. Vor den Sitzen verläuft eine Wasserrinne, die zur Reinigung der Schwammstöcke dient.
Hinter der Mauer auf der linken Seite befindet sich eine der Feuerungsanlagen (präfurnium), die zweite, etwas größere liegt auf der Westseite des Gebäudes. Sie dienen zur Beheizung des Warmwasserbeckens, der Fußbodenheizung sowie der Warmluftabzüge in den Wänden. Die Hypokaustenheizung besteht aus einer Reihe von Stützen aus Ziegelsteinstapeln mit einer größeren Ziegelplatte an der Oberseite, auf denen der Fußboden (opus signinum) des Heißbades aufliegt. Die Heißluft aus den Präfurnien zirkuliert in den Unterflurkammern und wird mittels Hohlziegelkanäle in den Wänden durch das Dach ins Freie abgeleitet. In einer Ecke des Heißraums (laconicum), vor dem Präfurnium I (siehe Plan Raum C), wurde eine Lücke im Boden und an der Wand offengelassen, um den Besuchern die Konstruktion des Heizsystems besser zu veranschaulichen.
Die beheizten Räume beherbergen das Laubad (tepidarium) und das Heißbad (caldarium). Nach dem Besuch des Heißbades kann man sich an einem kleinen Brunnen abkühlen dessen Wasserspeier ein Medusenhaupt darstellt. Der Brunnen wurde einem, in Südengland ausgegrabenen Exemplar nachempfunden.
Zuletzt gelangt man in das Kaltbad (frigidarium), das dortige Wasserbecken ist mit wasserdichten Zement abgedichtet. Die Fresken im Kaltbad zeigen verschiedene Arten von Meerestieren und wurden nach pompejanischen Vorbild gestaltet. Die bemalte Sitzstatue in der Mauernische stellt die Göttin Fortuna mit einem Füllhorn (cornucopia) dar. Sie basiert auf einem in der Lagertherme von Kastell Birdoswald entdeckten Exemplar, die Vorlage für die Mauernische wurde im Lagerbad von Kastell Ravenglass in Cumbria ausgegraben.
Unmittelbar neben dem Badehaus wurde ein kleiner Garten angelegt. In ihm wurden verschiedene Pflanzenarten angesetzt, die die Römer u. a. für kosmetische Zwecke und zur Heilung von Krankheiten benötigten.

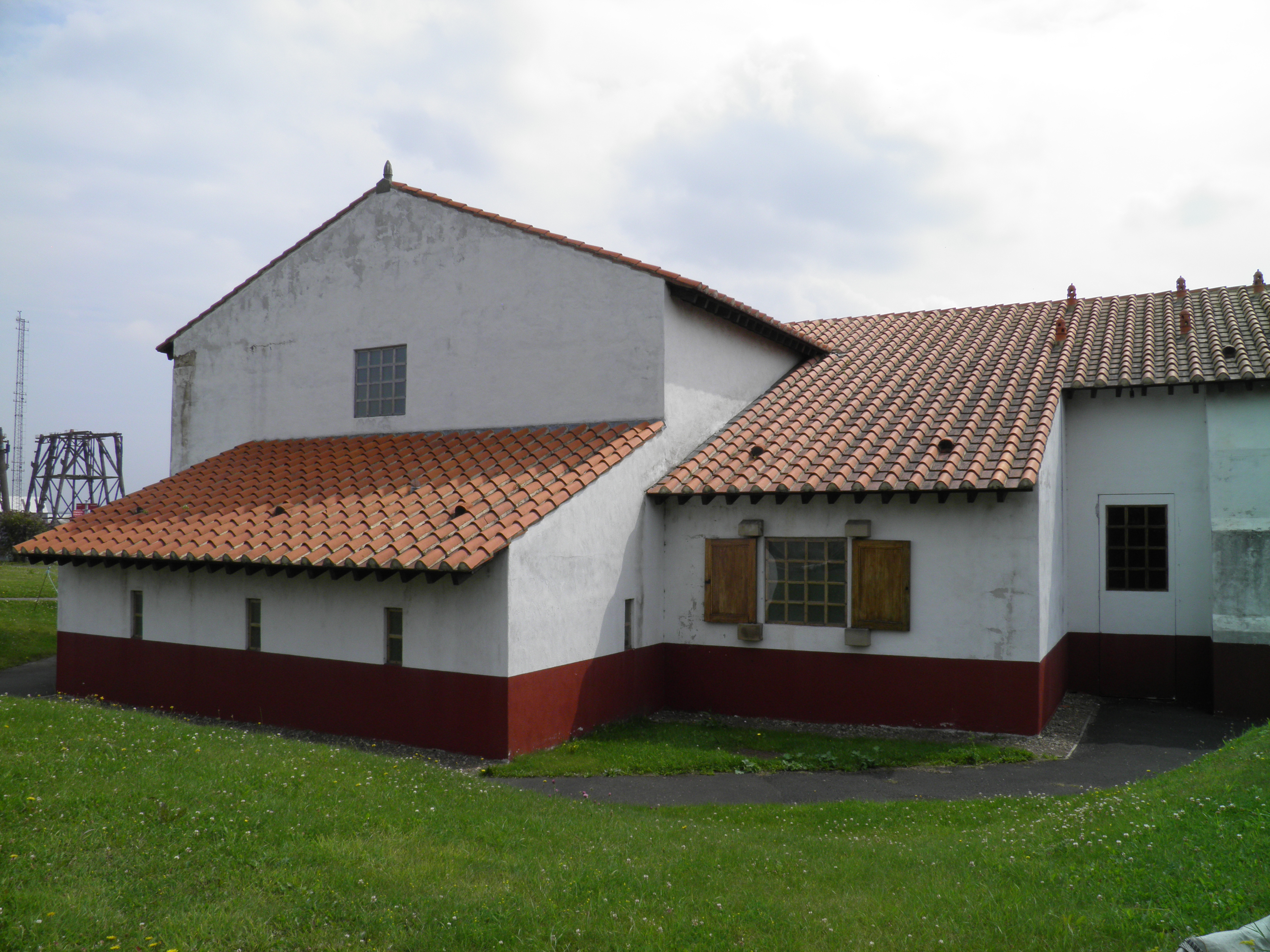
Die Nordfassade des wiederaufgebauten Lagerbades
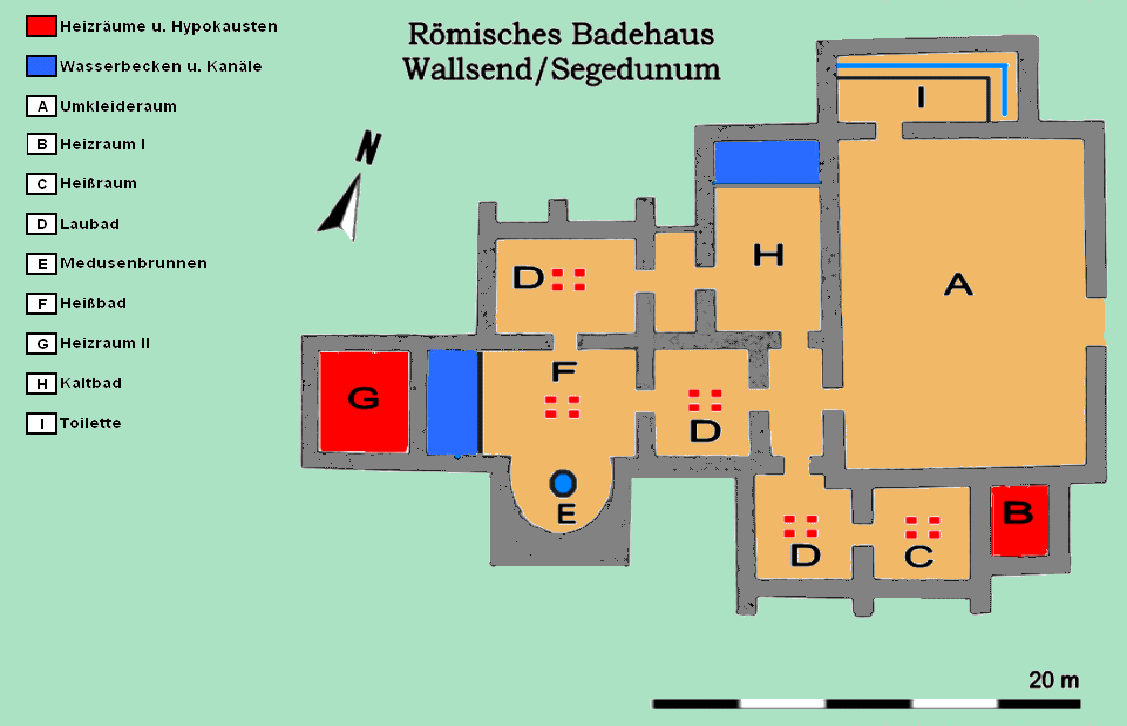
Plan des Lagerbades
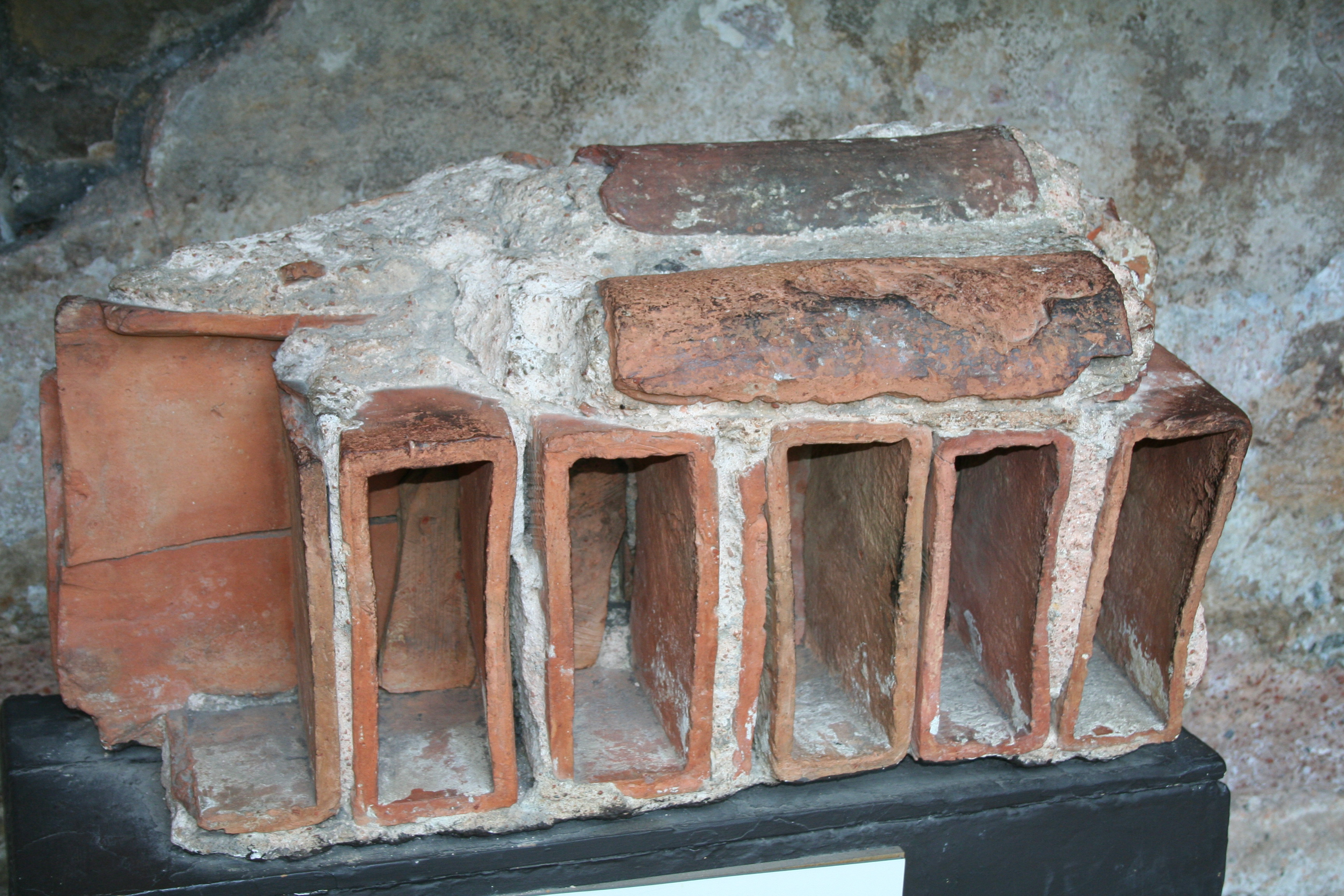
Römische Hohlziegel aus Bath
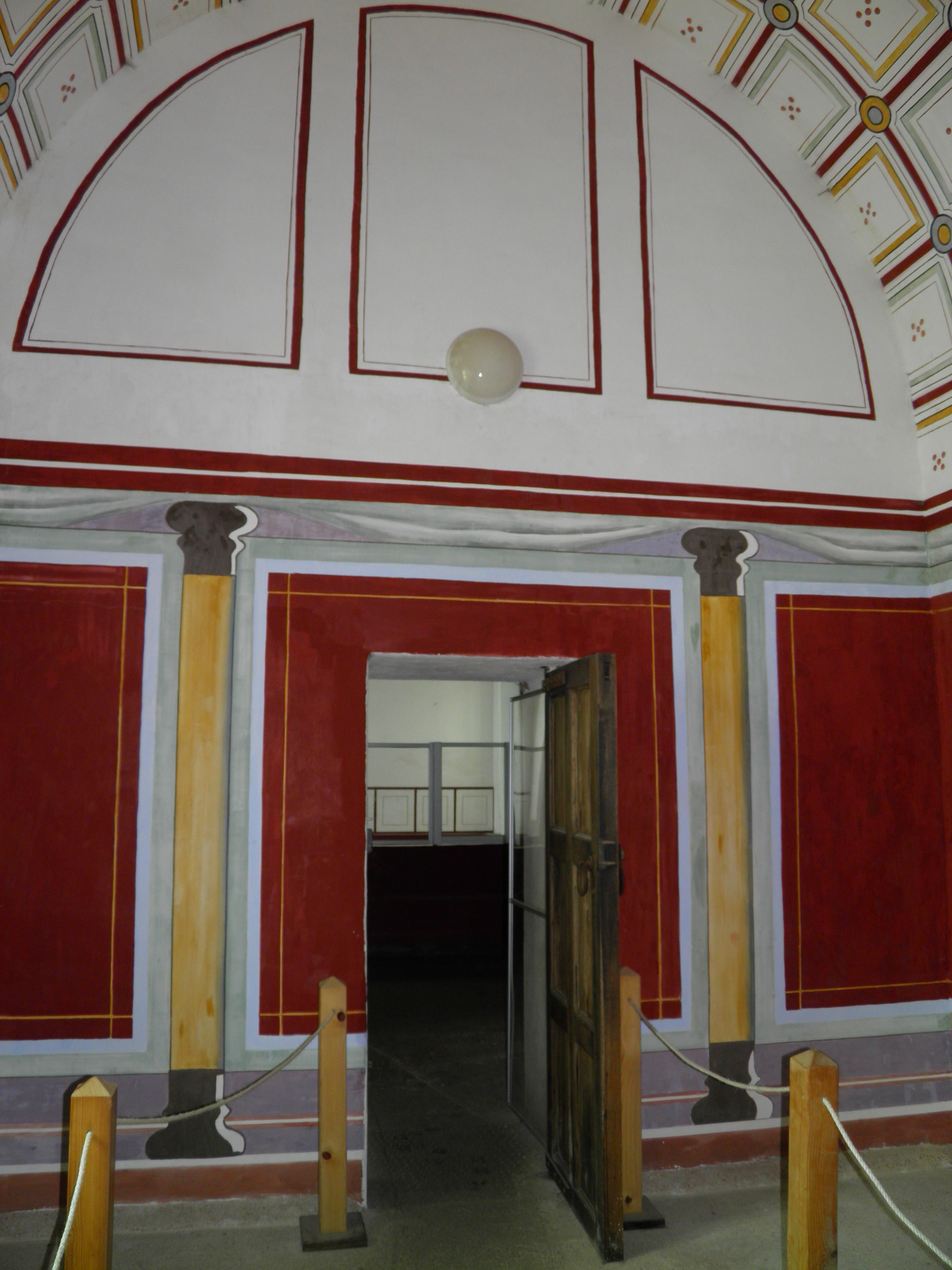
Rekonstruierte Wanddekorationen im Laubad
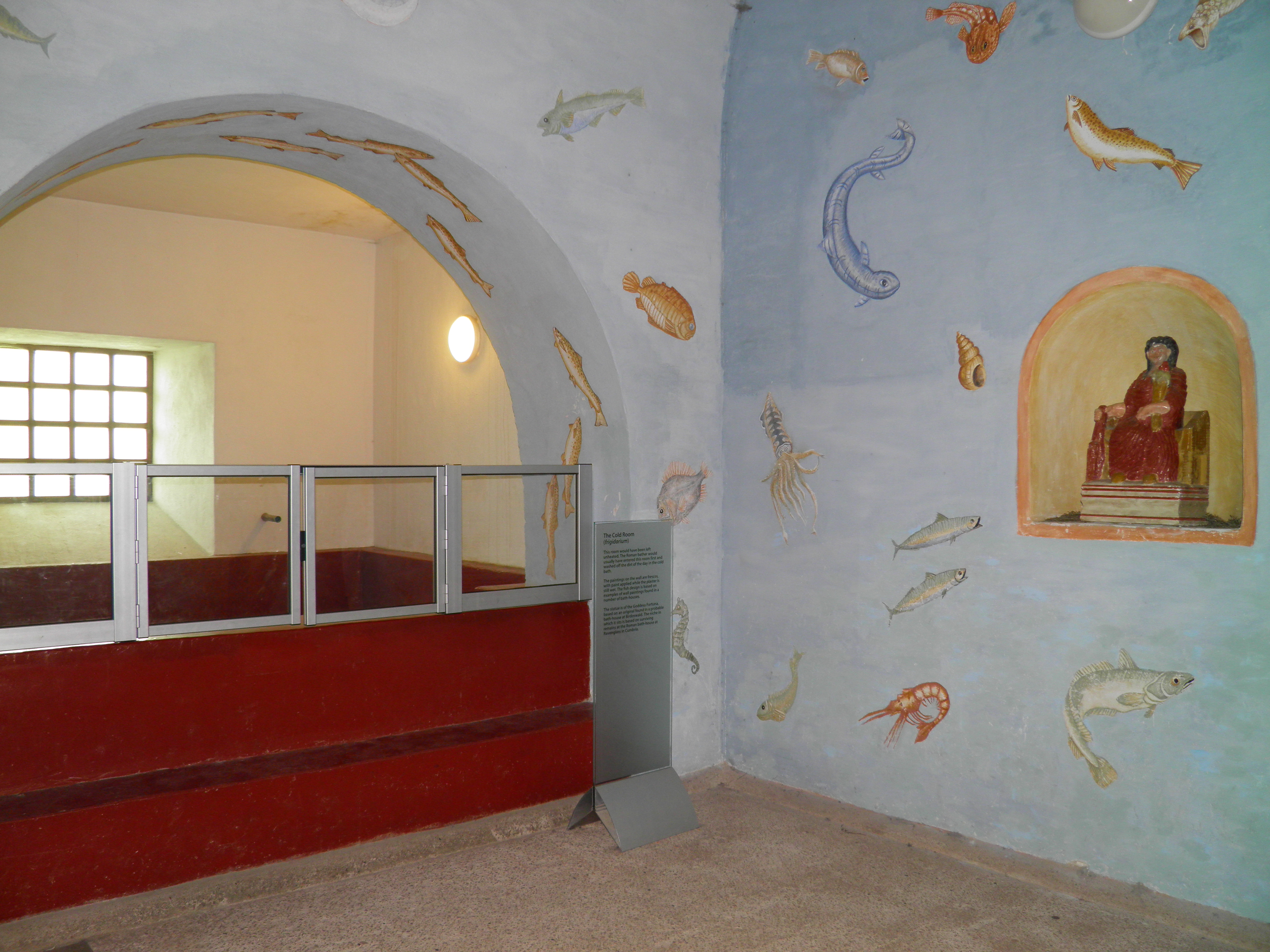
Wasserbecken im Kaltbad
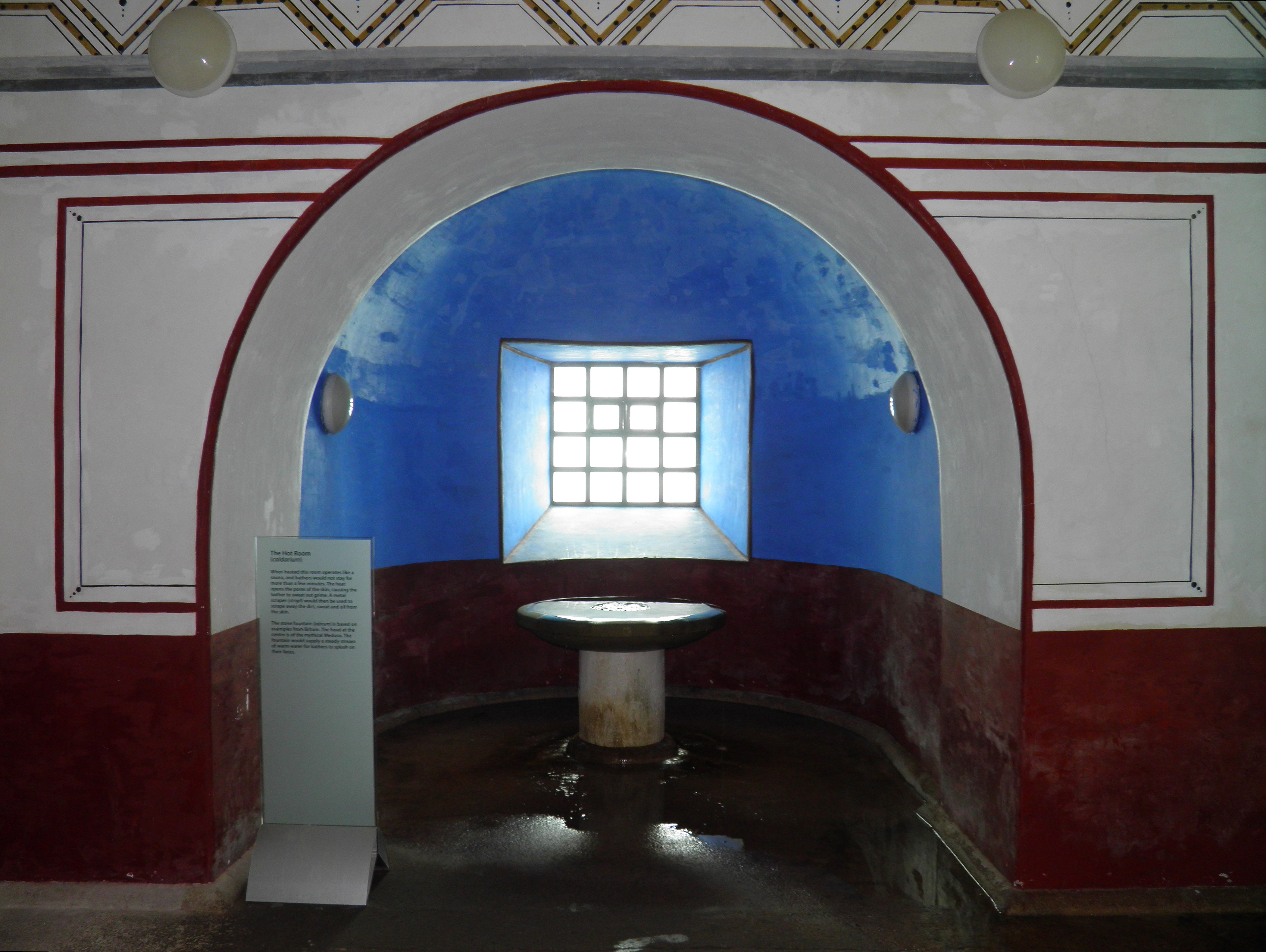
Medusenbrunnen in der Apsis des Heißbades
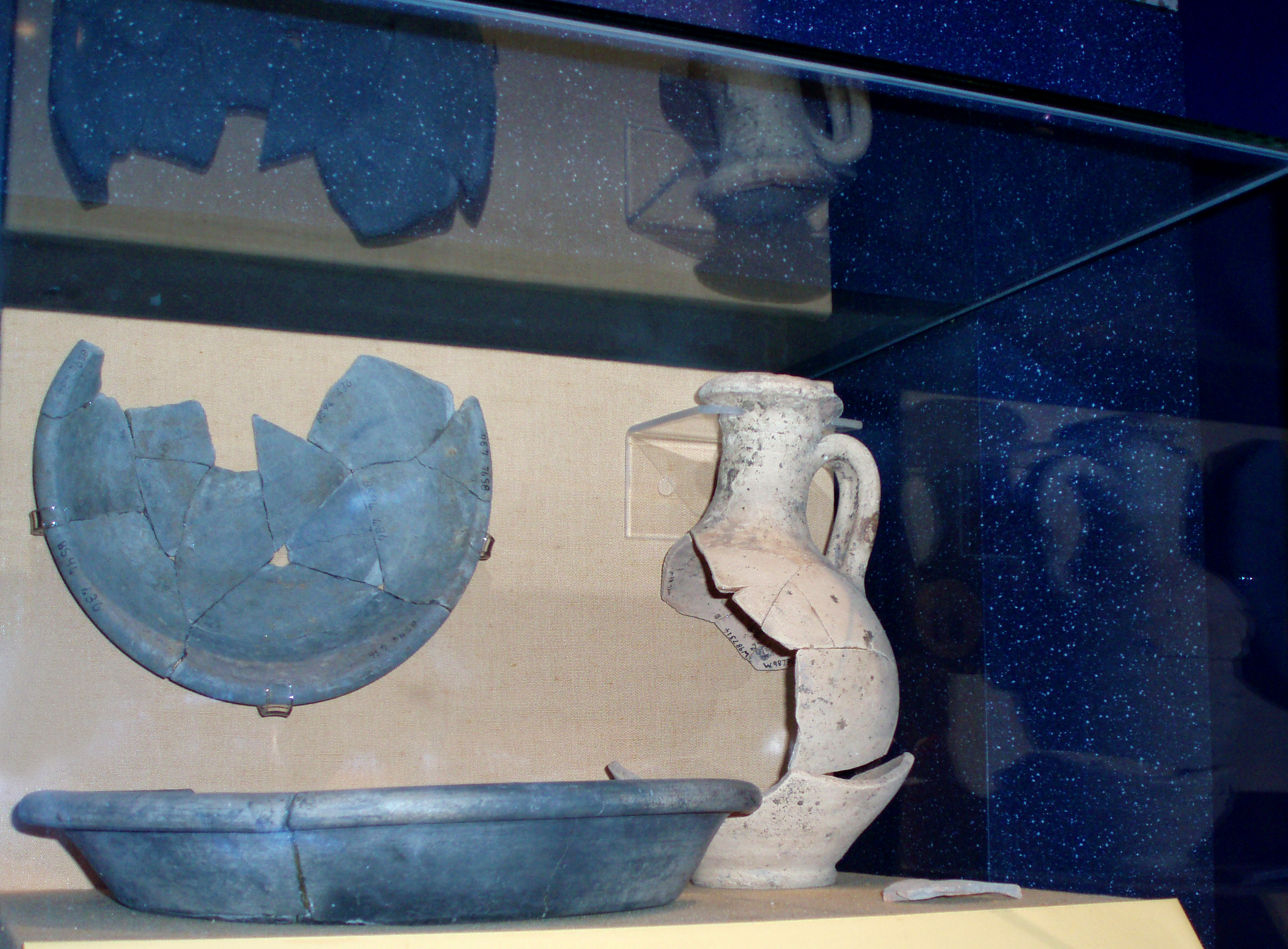
Römische Keramik in der Sammlung des Museums

## Vicus
Nordöstlich des Kastells stieß man auf Spuren des Lagerdorfes, das zwischen dem Wall und dem Kastell lag. Es erstreckte sich entlang der Militärstraße fast 600 Meter in Richtung Westen. Das Areal des Vicus ist heute vollständig überbaut. Bei den Grabungen fand man Spuren von mehreren Straßenzügen sowie Hinweise auf handwerkliche Tätigkeiten, darunter mutmaßliche Töpferöfen. Bei den Ausgrabungen wurden Gebäudereste freigelegt, die ins 3. Jahrhundert datiert werden konnten. Weitere Untersuchungen in den Jahren 1997–1998 erbrachten Erkenntnisse über den südlichen und westlichen Teil des Vicus. Die Siedlung wurde offenbar im 3. Jahrhundert ganz oder teilweise mit einem Graben und einem Erdwall befestigt. Reste dieser Wehranlage wurden etwa 65 Meter westlich des Kastells entdeckt, sie verlief südlich vom Hadrianswall. Man vermutet, dass sie 75 m vor dem Ufer des Tyne nach Süden abbog. Ein weiterer Abschnitt der Verteidigungsanlage wurde 2001 bei der Swan Hunter Werft beobachtet. Der Vicus war nun im Norden vom Hadrianswall, im Osten vom Kastell, im Westen vom Erdwall und im Süden durch den Fluss gesichert. Das Lagerdorf und seine Verteidigungsanlagen wurden im späten 3. Jahrhundert aufgegeben. Ab dem 4. Jahrhundert dürften dort nur noch Märkte abgehalten worden sein.

## Tempel und Sonnenuhr
Der Fund eines unbeschrifteten Altars, Münzen und einer 1783 gefundenen Inschrift markieren den möglichen Standort eines römischen Tempels südwestlich des Kastells, etwa 40 m vom Kastellbad entfernt. Die Inschrift, gefunden in den nördlichen Fundamenten des Tynemouth Klosters bezog sich auf eine in einem Tempel aufgestellte Statue und stammte vermutlich aus Wallsend. Der Altar war von einem Kreis aus zwölf Steinen umgeben, möglicherweise diente er als Zeiger für eine Sonnenuhr.

## Mercuriusschrein
1978 barg Charles Daniels bei Grabungen in den Kavalleriekasernen einen 75 mm hohen und 36 mm breiten Gegenstand aus Blei. Es handelte sich um einen tragbaren Götterschrein aus dem 4. Jahrhundert, der mit zwei rechteckigen Türen verschlossen werden konnte. An der Oberseite befindet sich ein halbkreisförmiger Giebel, der mit Symbolen des Sonnengottes (Rad, Peitsche) dekoriert ist. Das Relief in der Ausbuchtung stellt den Gott Mercurius dar. Sein leicht nach rechts geneigter Kopf trägt einen Flügelhelm und gelockte Haare. Über seiner rechten Schulter ist ein Mantel drapiert, der mit einer runden Brosche zusammengehalten wird. In der rechten Hand trägt er ein Objekt unbekannter Funktion, die Finger seiner linken Hand sind weit auseinandergespreizt. Zu seinen Füßen sind die Symbole eines Meeresgottes (Delphin, gezügeltes Seepferd) dargestellt. Die Türen haben an beiden Enden Stifte, die in ringförmige Ösen an den Seiten des Schreins eingehängt werden können. Sie sind mit einem rautenförmigen Muster und stilisierten Muscheln und Diamanten verziert.

## Archäologischer Park
Der Kastellstandort wird vom Tyne & Wear Museum als Zweigstelle Segedunum Roman Fort, Baths and Museum betrieben. In dem dem Museum angeschlossenen archäologischen Park sind die Reste von Fundamenten einiger Innengebäude zu sehen. Stein- und Kiesmarkierungen und Infotafeln an den Positionen der NO-Ecke, des Südwalles und an den vier Toren sind sonst die einzigen sichtbaren Teile der römischen Festung. Um die Ausmaße des Lagers und die Positionen der wichtigsten Gebäude für den Besucher so anschaulich wie möglich zu gestalten, haben die Archäologen den Verlauf der antiken Mauerzüge und Straßen mit Bruchsteinen und verschiedenfärbigen Kiesaufschüttungen markiert:
1. originale Blöcke: Sie wurden, wenn möglich, an den Stellen belassen, wo sie freigelegt wurden.
2. Bruchsteine: Fundamente der Umwehrung
3. grauer Kies: Böden
4. rosa Kies: Ovale Schüttungen in den Kasernen markieren die Uringruben der Pferdeställe, kleine Kieshaufen die Herdstellen.

Im Museumsgebäude sind die in Wallsend gefunden römischen Artefakte ausgestellt. Der archäologische Park kann auch von einem 34 Meter hohen, mit einem Fahrstuhl versehenen Aussichtsturm aus besichtigt werden. Im Turm illustriert eine Computeranimation welche Veränderungen das Kastellgelände im Laufe von 2000 Jahren durchlaufen hat. Überall in der Stadt verteilte, englisch-lateinisch beschriftete Tafeln erinnern den Besucher an die römische Vergangenheit des Ortes. Wallsend ist auch der Ausgangspunkt des Hadrianswall Path National Trail, ein Wanderweg zum westlichen Endpunkt des Walls in Bowness-on-Solway.